# 사가 (치즈)
사가는 덴마크에서 유래한 치즈이며, 블루 치즈와 브리 치즈를 섞은 것이다. 하얀 곰팡이가 있으며, 크림색이고 푸른색의 줄기가 있는 치즈이다. 사가는 매우 연한 푸른반점치즈이다. 다른 종류의 블루 치즈와는 다른 섬세한 파란 무늬가 있다. 이 치즈는 최소 60일 이상 숙성된다. 사가는 화이트 와인이나 레드 와인과 잘 어울린다.
사가 계열의 치즈로는 블루, 블루 브리, 카망베르, 크리미 브리, 고르곤졸라가 있다. 이는 미국에서 주로 생산되고 판매된다. 알라 식품은 덴마크의 사가 치즈 제조 회사이다. 이 치즈는 미국에서 가장 국제 식품을 많이 수입하는 애틀랜타에서 수입된다.

## 재료
- 우유
- 소금
- 발효제
- 레닛

## 같이 보기
- 블루 치즈
- 덴마크 요리